# Landkreis Bernkastel
Der Landkreis Bernkastel war bis 1969 ein Landkreis in der preußischen Rheinprovinz und Rheinland-Pfalz.

## Geographie

### Gliederung
Der Kreis Bernkastel hatte eine Größe von 668 km² und war unterteilt in die neun Bürgermeistereien (ab 1927 Ämter) Bernkastel-Land, Kempfeld, Lieser, Morbach, Mülheim, Neumagen, Zeltingen, Thalfang und Rhaunen (heute zum Landkreis Birkenfeld und im Falle von Lindenschied und Woppenroth zum Rhein-Hunsrück-Kreis). Dazu kam noch die Stadtgemeinde Bernkastel-Kues.
Der Kreis umfasste 1908 92 Gemeinden und 1967 93 Gemeinden.

### Nachbarkreise
Der Landkreis grenzte Anfang 1969 im Uhrzeigersinn im Nordwesten beginnend an die Landkreise Wittlich, Zell (Mosel), Simmern, Kreuznach, Birkenfeld und Trier.

## Geschichte
Der 1816 gegründete Landkreis, bis Anfang des 20. Jahrhunderts mit c in dem Wort Berncastel geschrieben, hieß bis 1938 „Kreis Bernkastel“ und gehörte bis 1945 zu Preußen. Er erhielt seinen Namen von der Stadt Bernkastel, Teil der heutigen Stadt Bernkastel-Kues. Der Kreis behielt seinen Namen auch noch, als am 1. April 1905 der auf der gegenüberliegenden Moselseite liegende Ort Kues, damals Cues, eingemeindet wurde. Der Name der Kreisstadt änderte sich damit in Bernkastel-Kues. Bei der Kreisreform in Rheinland-Pfalz, die am 7. Juni 1969 in Kraft trat, wurde der Landkreis aufgelöst:
- Die Gemeinden Allenbach, Asbach, Bollenbach, Bruchweiler, Gösenroth,  Hausen, Hellertshausen, Horbruch, Hottenbach, Kempfeld, Krummenau, Oberkirn, Rhaunen, Schauren, Schwerbach, Sensweiler, Stipshausen, Sulzbach, Weitersbach und  Wirschweiler-Langweiler kamen zum Landkreis Birkenfeld.
- Die Gemeinden Lindenschied und Woppenroth kamen zum neuen Rhein-Hunsrück-Kreis.
- Alle übrigen Gemeinden kamen zum neuen Landkreis Bernkastel-Wittlich mit Sitz in Wittlich.

## Einwohnerentwicklung
| Jahr | Einwohner | Quelle |
| ---- | --------- | ------ |
| 1816 | 32.555    | [ 2 ]  |
| 1847 | 42.886    | [ 3 ]  |
| 1871 | 44.138    | [ 4 ]  |
| 1885 | 44.433    | [ 4 ]  |
| 1900 | 46.282    | [ 5 ]  |
| 1910 | 49.110    | [ 5 ]  |
| 1925 | 50.453    | [ 5 ]  |
| 1939 | 51.353    | [ 5 ]  |
| 1950 | 54.553    | [ 5 ]  |
| 1960 | 55.100    | [ 5 ]  |
| 1968 | 56.300    |        |

Fast zwei Drittel der Erwerbstätigen waren in Landwirtschaft, Weinbau und Forstwirtschaft beschäftigt.

## Landräte
- 1816–183200Jakob Liessem
- 1832–184400Konstantin von Gaertner
- 1845–184600Wilhelm von Arnim (vertretungsweise)
- 1846–184800Moritz von Bardeleben
- 1848–185200Franz von Steinäcker (kommissarisch)
- 1852–186300Julius Wiethaus
- 1861–999900Ludwig Ferdinand Timme (vertretungsweise während der Erkrankung von Wiethaus)
- 1863–186400Gustav von Puttkamer
- 1864–188100Friedrich von Kühlwetter
- 1881–190300Ferdinand Rintelen
- 1903–191000Adolf Freiherr von Hammerstein-Loxten
- 1910–192300Ernst von Nasse
- 1924–193300Friedrich Gorius
- 1933–194500Hermann Middendorf
- 1945–999900Hans-Georg Alexander Kremmler
- 1945–195200Walter Hummelsheim
- 1952–195900Klemens Schlüter
- 1959–196600Hermann Krämer
- 1966–196900Helmut Gestrich

## Städte und Gemeinden
Zum Ende seines Bestehens im Jahre 1969 gehörten dem Landkreis eine Stadt und 92 weitere Gemeinden an:
- Allenbach
- Andel
- Asbach
- Bäsch
- Berglicht
- Bernkastel-Kues, Stadt
- Bischofsdhron
- Bollenbach
- Brauneberg (bis 1925 Dusemond)
- Bruchweiler
- Burgen
- Burtscheid (Hunsrück)
- Deuselbach
- Dhron (Neumagen-Dhron)
- Dhronecken
- Elzerath
- Emmeroth
- Erden (Mosel)
- Etgert
- Filzen
- Fronhofen
- Gielert
- Gonzerath
- Gornhausen
- Gösenroth
- Götzeroth
- Graach an der Mosel
- Gräfendhron
- Gutenthal
- Haag
- Hausen
- Heinzerath
- Hellertshausen
- Hilscheid
- Hinzerath
- Hochscheid
- Horath
- Horbruch
- Hottenbach
- Hoxel
- Hundheim (Morbach)
- Hunolstein (Morbach)
- Ilsbach
- Immert
- Kautenbach (Traben-Trarbach)
- Kempfeld
- Kesten
- Kleinich
- Kommen
- Krummenau (Hunsrück)
- Lieser
- Lindenschied
- Longkamp
- Lösnich
- Lückenburg
- Malborn
- Maring-Noviand
- Merschbach
- Merscheid (Morbach)
- Monzelfeld
- Morbach
- Morscheid-Riedenburg
- Mülheim an der Mosel
- Neumagen
- Neunkirchen
- Niederemmel
- Oberkirn
- Oberkleinich
- Odert
- Pilmeroth
- Rapperath
- Rhaunen
- Rorodt
- Schauren (bei Idar-Oberstein)
- Schönberg (bei Thalfang)
- Schwerbach
- Sensweiler
- Stipshausen
- Sulzbach (Hunsrück)
- Talling
- Thalfang
- Veldenz
- Wederath
- Wehlen
- Weiperath
- Weitersbach
- Wenigerath
- Wintrich
- Wirschweiler-Langweiler
- Wolf (Traben-Trarbach)
- Wolzburg
- Woppenroth
- Zeltingen-Rachtig

## Kfz-Kennzeichen
Am 1. Juli 1956 wurde dem Landkreis bei der Einführung der bis heute gültigen Kfz-Kennzeichen das Unterscheidungszeichen BKS zugewiesen. Es wurde bis zum 6. Juni 1969 ausgegeben. Seit dem 26. November 2012 ist es im Landkreis Bernkastel-Wittlich erhältlich (Kennzeichenliberalisierung).